# Ganderkesee
Ganderkesee là một đô thị thuộc huyện Oldenburg, bang Niedersachsen, Đức. Đô thị này có diện tích 138,26 km².
Ganderkesee nằm ở rìa bắc của vườn tự nhiên "Wildeshauser Geest". Đô thị Ganderkesee phía đông giáp thành phố Delmenhorst, phía bắc giáp Lemwerder và Berne ở huyện Wesermarsch và Hude, về phía tây của thị xã Hatten phái nam là các đô thị Dötlingen và Harpstedt.
Ganderkesee có 25 làng:: Ganderkesee, Almsloh, Bergedorf, Bookholzberg, Bookhorn, Bürstel, Elmeloh, Falkenburg, Grüppenbühren, Habbrügge, Havekost, Heide, Hengsterholz, Hohenböken, Holzkamp, Hoyerswege, Hoykenkamp, Immer, Neuenlande, Rethorn, Schierbrok, Schlutter, Schönemoor, Steinkimmen và Stenum.

### Public schools
- Gymnasium Ganderkesee website (tiếng Đức)
- Realschule Ganderkesee website (tiếng Đức) Lưu trữ ngày 23 tháng 3 năm 2008 tại Wayback Machine
- Hauptschule Ganderkesee website (tiếng Đức) Lưu trữ ngày 4 tháng 3 năm 2008 tại Wayback Machine
- Grundschule Dürerstraße website (tiếng Đức) Lưu trữ ngày 17 tháng 7 năm 2011 tại Wayback Machine
- Grundschule Lange Straße website (tiếng Đức)